# Heinrich Keil

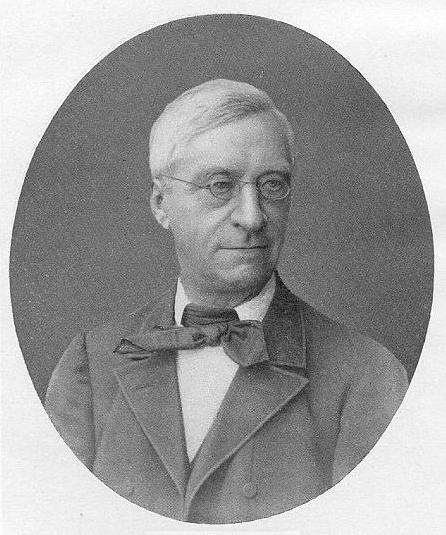
Heinrich Keil.

Gottfried Theodor Heinrich Keil, född den 25 maj 1822, död den 27 augusti 1894, var en tysk filolog.
Keil blev 1859 professor i klassisk filologi vid universitetet i Erlangen och 1869 i Halle. Hans förnämsta arbete är den kritiska utgåvan av Grammatici latini (7 band, 1856–1880).